# Едіт Вілсон
Едіт Боллінг, у шлюбах Боллінг Ґалт та Вільсон (15 жовтня 1872 — 28 грудня 1961) — перша леді Сполучених Штатів з 1915 по 1921 рік (у шлюбі з Вудро Вільсоном). Реформувала інститут перших леді тим, що почала подорожувати. Керувала офісом президента після його інсульту 1919 року і до кінця терміну, визначаючи, які комунікації та державні питання були достатньо важливими для нього.

## Раннє життя

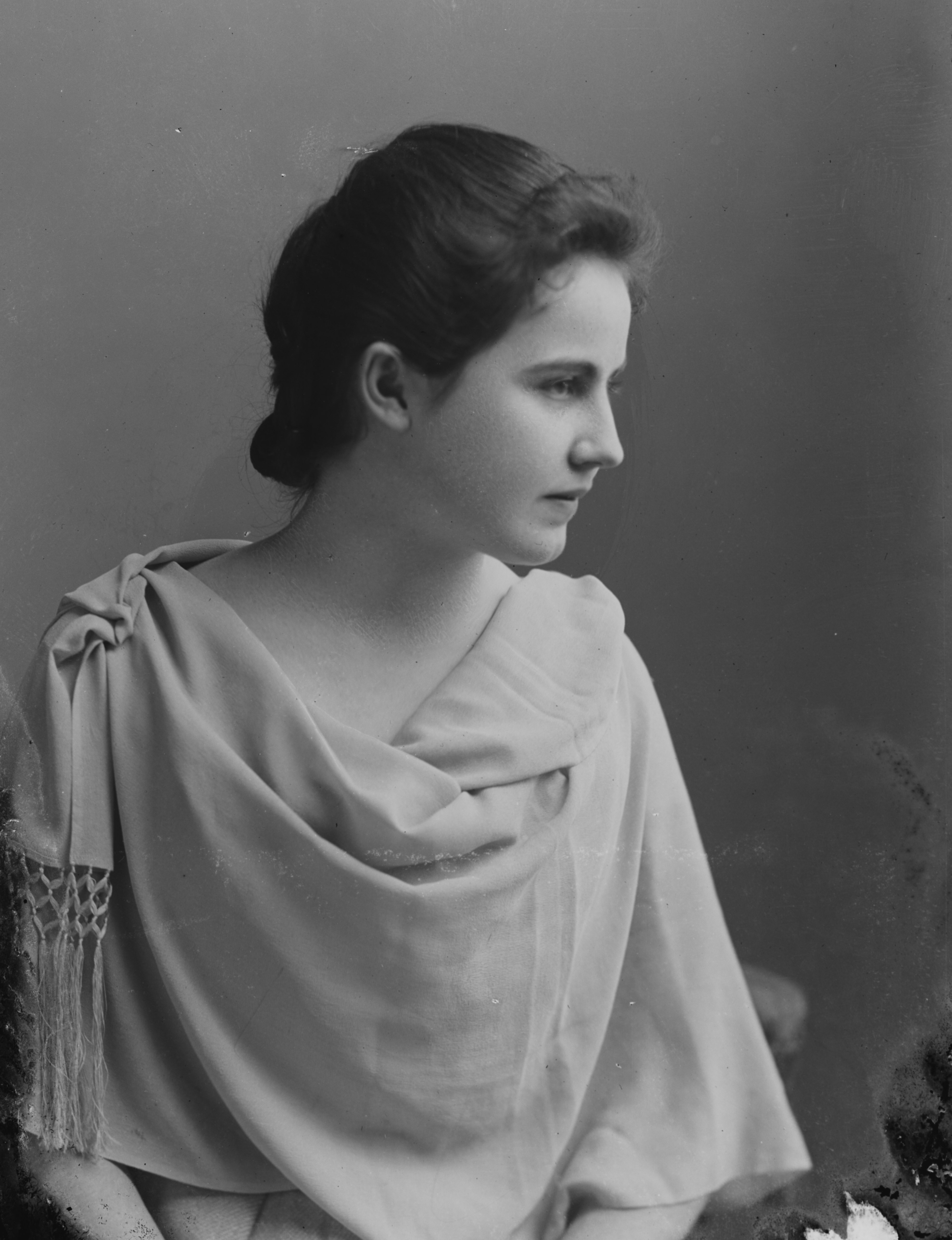
Едіт Боллінг в молодості

Народилася 15 жовтня 1872 року у Вітвіллі, штат Вірджинія, в сім'ї судді окружного суду Вільяма Голкомба Боллінга та його Сари «Саллі» Спірс (до шлюбу Вайт). Її місце народження, будинок Боллінга, тепер є музеєм, розташованим в історичному районі Вітвілля.
Батько був нащадком перших поселенців, які прибули до колонії Вірджинія, та Матаоки, більш відомої як Покахонтас, дочки Вахунсенакау, найголовнішого представника Конфедерації Поухатан. 5 квітня 1614 року Матаока (тоді перейменована на «Ребекку» після її навернення до християнства минулого року) стала дружиною Джона Рольфа, першого англійського поселенця у Вірджинії, який культивував тютюн як експортний товар. Їхня онука Джейн Рольф одружилася з Робертом Боллінгом, заможним рабовласником і торговцем. У Джона Боллінга, сина Джейн Рольф і Роберта Боллінга, від дружини Мері Кеннон було шестеро дітей, які вижили; кожен із цих дітей одружився і мав дітей, які вижили. Крім того, вона мала кровне або шлюбне споріднення з Томасом Джефферсоном, Мартою Вашингтон, Летицією Тайлер і сім'єю Гаррісонів.
Едіт була сьомою з 11 дітей, двоє з яких померли в дитинстві. Боллінги були одними з найстаріших членів рабовласницької, плантаторської еліти Вірджинії до Громадянської війни в США. Після закінчення війни та скасування рабства батько Едіт навернувся до адвокатської діяльності, щоб утримувати сім'ю. Не маючи змоги сплачувати податки на свою велику власність, він відмовився від родини на плантації та переїхав до Вітвілля, де народилася більшість його дітей.
Сім'я Боллінгів була великою. Крім 8 живих братів і сестер, в родині також жили бабусі, тітки та двоюрідні сестри Едіт. Багато жінок у родині Едіт втратили чоловіків під час війни. Її батьки були рішучими прихильниками Конфедеративних Штатів Америки, пишалися своєю спадщиною південних плантаторів і в ранньому дитинстві навчали Едіт в оповіді Півдня після громадянської війни про Втрачену справу. Як це часто траплялося серед плантаторської еліти, вони виправдовували рабовласність, заявляючи, що люди, якими вони володіли, були задоволені своїм життям рухомого майна і мало прагнули свободи.

## Освіта
Едіт мала мало формальної освіти. Поки її сестри навчалися в місцевих школах, Едіт вчили читати і писати вдома. Її бабуся по батьковій лінії, Енн Вігінгтон Боллінг, зіграла велику роль у її освіті. Покалічена травмою хребта, бабуся Боллінг була прикута до ліжка. Едіт була зобов’язана прати одяг, укладати бабусю в ліжко на ніч і доглядати за її 26 канарками. У свою чергу, бабуся Боллінг керувала освітою Едіт, навчаючи її читати, писати, надавала базові математичні навички, вчила говорити гібридом французької та англійської, шити сукні та прищепила їй тенденцію швидко судити та мати тверді думки, тобто ті риси особистості, які Едіт мала все своє життя. Увечері батько читав вголос своїй родині класичну англійську літературу, найняв репетитора, щоб навчати Едіт, а іноді брав її з собою в подорожі. Сім'я регулярно відвідувала церкву, і Едіт стала вірною Єпископальної церкви на все життя.
Коли Едіт було 15, батько зарахував її до коледжу Марти Вашингтон (попередник коледжу Еморі та Генрі), випускної школи для дівчат в Абінгдоні, штат Вірджинія, який вибрав за чудову музичну програму. Едіт була там нещасною, скаржилася на суворість школи: їжа була погано приготовлена, кімнати занадто холодні, а щоденна програма надмірно сувора, страхітлива і надто жорстко регламентована. Пішла звідти вже один семестр. Через два роки батько зарахував її до школи Пауелла для дівчат у Річмонді, штат Вірджинія. Через роки Едіт зазначила, що її час у школі Пауелла був найщасливішим часом її життя. На жаль для неї, наприкінці року після того, як директор потрапив в аварію, школа закрилася. Стурбований витратами на освіту Едіт, батько відмовився платити за будь-яке додаткове навчання, вирішивши замість цього зосередитися на освіті трьох її братів.
Відвідуючи свою одружену сестру у Вашингтоні, округ Колумбія, Едіт познайомилася з Норманом Ґалтом (1864–1908), видатним ювеліром Galt & Bro. Пара одружилася 30 квітня 1896 року і прожила в столиці наступні 12 років. У 1903 році народила сина, який прожив кілька днів. Через важкі пологи вона не могла мати більше дітей. У січні 1908 року Ґалт несподівано помер у віці 43 років. Едіт найняла менеджера для нагляду за його бізнесом, розрахувалася з його боргами і на доходи, які залишив їй покійний, мандрувала Європою.

## Перша леді США

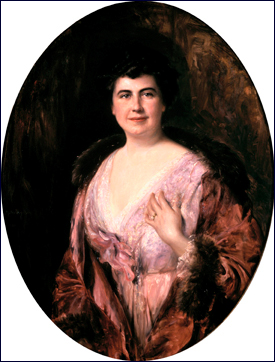
Офіційний портрет Білого дому Вільсона

У березні 1915 року Гелен Вудро Боунс (1874–1951) познайомила Едіт з нещодавно овдовілим президентом США Вудро Вільсоном у Білому домі. Боунс була двоюрідною сестрою президента і офіційною господинею Білого дому після смерті дружини Вілсона Еллен Вілсон. Він миттєво сподобався Едіт, і незабаром після зустрічі зробив пропозицію. Однак чутки, що Вілсон зраджував своїй дружині з нею, загрожували відносинам. Непідтверджені плітки про те, що Вілсон і Ґолт вбили першу леді, ще більше стурбували пару. Стурбований впливом таких диких спекуляцій на його репутації, Вілсон запропонував Едіт Боллінг Ґалт відмовитися від заручин. Натомість вона наполягла на тому, щоб відкласти весілля до кінця офіційного року жалоби за Еллен Аксон Вілсон. 18 грудня 1915 року в своєму будинку у Вашингтоні, округ Колумбія, вона одружилася з Вільсоном. Були присутні 40 гостей. Пастор нареченого, преподобний д-р Джеймс Х. Тейлор із Центральної пресвітеріанської церкви, та нареченої, преподобний доктор Герберт Скотт Сміт із св. Єпископальної церкви Маргарет у Вашингтоні, округ Колумбія, провели спільний обряд.

### Рання роль першої леді
Будучи першою леді під час Першої світової війни, Едіт Боллінг Вілсон дотримувалася неділі без газу, понеділки без м’яса та середи без пшениці, щоб стати прикладом федерального нормування. Подібним чином вона поставила овець пастися на галявині Білого дому, а не використовувати робочу силу, щоб її косити, і продала їх шерсть з аукціону на користь Американського Червоного Хреста. Крім того, Едіт Вілсон стала першою першою леді, яка подорожувала Європою під час свого терміну. Вона відвідала Європу з чоловіком двічі, у 1918 та 1919 роках, щоб відвідати війська та підписати Версальський договір. Протягом цього часу її присутність серед жіночої королівської сім'ї Європи допомогла закріпити статус Америки як світової держави та підняла позицію першої леді до еквівалентного становища в міжнародній політиці.
Хоча нова перша леді мала відповідні кваліфікації для ролі господині, соціальний аспект адміністрації був затьмарений війною в Європі та залишений після того, як Сполучені Штати офіційно вступили в конфлікт у 1917 році. Едіт Вілсон занурила своє власне життя в життя свого чоловіка, намагаючись підтримувати його у формі під величезним навантаженням, і супроводжувала його до Європи, коли союзники домовилися про мир.

### Підвищення ролі після інсульту чоловіка

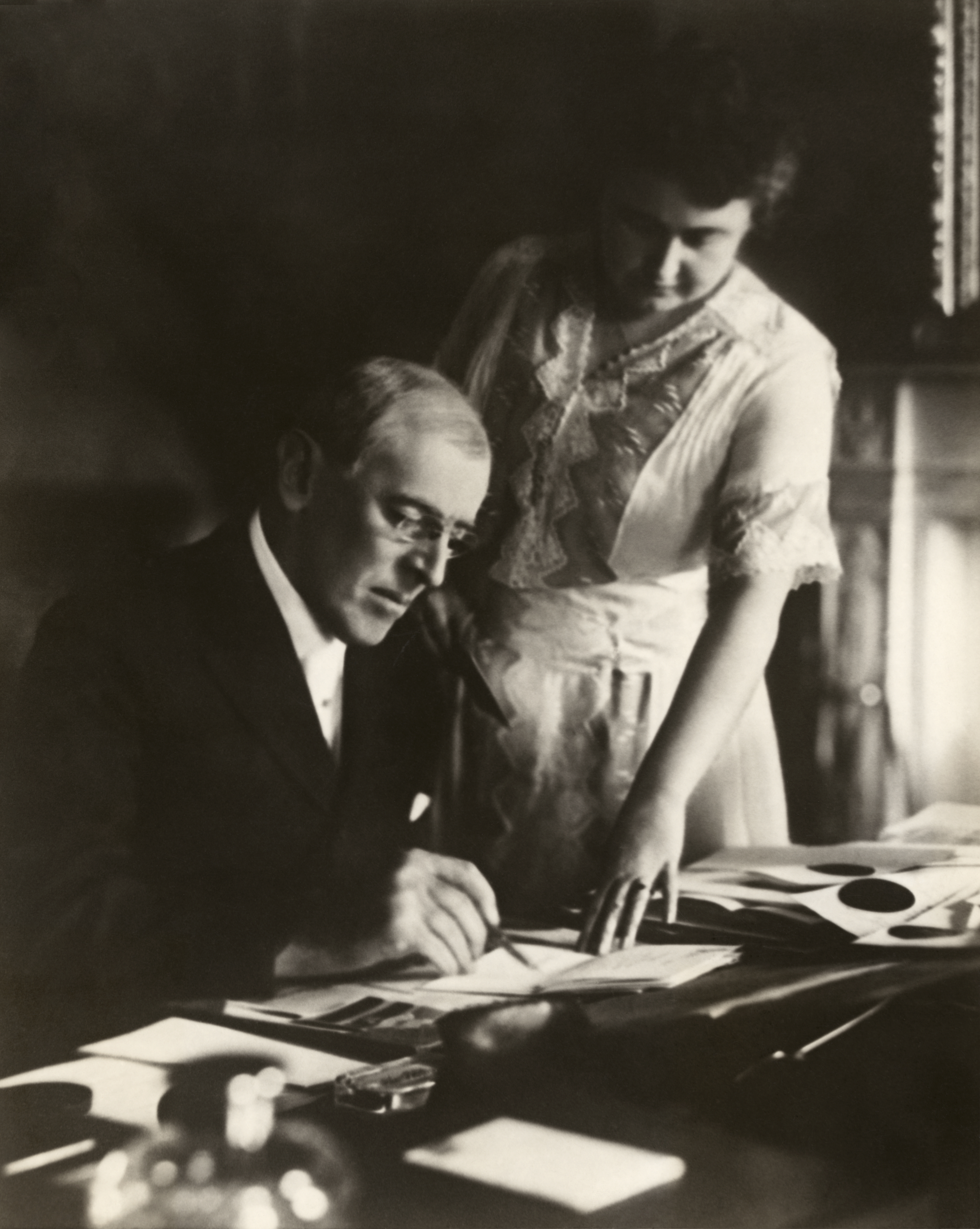
Перша фотографія Вудро Вільсона після інсульту. Він був паралізований зліва, тому Едіт тримає документ рівно, поки він підписує. Червень 1920 року.

Після участі в Паризькій мирній конференції в 1919 році Вудро Вільсон повернувся до США, щоб провести кампанію за схвалення Сенатом мирного договору та Пакту Ліги Націй. Однак у жовтні 1919 року він переніс інсульт, який залишив його прикутим до ліжка і зробив частково паралізованим. Сполучені Штати ніколи не ратифікували Версальський договір і не приєдналися до Ліги Націй, що спочатку було концепцією Вільсона. У той час були сильними настрої невтручання.
Едіт Вілсон та інші члени найближчого оточення президента (включаючи його лікаря та кількох близьких друзів) приховували від американської громадськості справжні масштаби хвороби та інвалідності президента. Від початку хвороби Вільсона до того, як він залишив посаду майже через півтора року Едіт взяла на себе ряд рутинних обов'язків і деталей виконавчої гілки уряду. З жовтня 1919 року до кінця терміну каденції Вільсона 4 березня 1921 року Едіт, виконуючи роль першої леді та тіньового стюарда, вирішувала, хто і які комунікації та державні питання були достатньо важливими, щоб донести до прикутого до ліжка президента. Пізніше Едіт Вілсон писала: «Я вивчала кожну газету, надіслану від різних секретарів чи сенаторів, і намагалася переварити та представити у формі таблоїдів те, що, незважаючи на мою пильність, повинно було потрапити до президента. Я сам ніколи не приймав жодного рішення щодо розпорядження державними справами. Єдиним рішенням, яке було моїм, було те, що важливо, а що ні, і дуже важливе рішення про те, коли представити питання моєму чоловікові». Едіт стала єдиною комунікаційною ланкою між президентом і його кабінетом. Вона вимагала, щоб вони надсилали їй усі нагальні питання, записки, листування, запитання та прохання.
Едіт поставилася до своєї ролі дуже серйозно, навіть успішно домагаючись відсторонення держсекретаря Роберта Лансінга після того, як він провів серію засідань Кабінету міністрів без присутності президента (або самої Едіт). Вона також відмовилася надати послу Велико Британії Едварду Грею можливість вручити свої вірчі грамоти президенту, якщо Грей не звільнить помічника, який, як відомо, зробив принизливі коментарі щодо неї. Вона допомагала президенту Вілсону заповнювати документи і часто додавала нові примітки чи пропозиції. Вона була ознайомлена з секретною інформацією, і їй було доручено кодування та декодування зашифрованих повідомлень.

#### Полеміка
У «Моїх мемуарах», опублікованих у 1939 році, Едіт Вілсон обгрунтовувала свою самопроголошену роль президентського «стюарда», стверджуючи, що її дії від імені президентства Вудро Вільсона були санкціоновані лікарями Вільсона; що вони сказали їй зробити це заради психічного здоров’я її чоловіка. Едіт Вілсон стверджувала, що вона була просто ємністю інформації для президента Вілсона; проте інші особи в Білому домі їй не довіряли. Деякі вважали, що шлюб між Едіт і Вудро був поспішним і суперечливим. Інші не схвалювали шлюб, оскільки вважали, що Вудро і Едіт почали спілкуватися одне з одним, коли Вудро все ще був одружений з Еллен Вілсон.
У 1921 році Джо Тумулті (керівник апарату Вільсона) писав: «Жоден публічний діяч ніколи не мав більш відданої помічниці, і жодна дружина не мала чоловіка, більш залежного від її співчутливого розуміння його проблем... Пані Вілсон мала міцну фізичну конституцію. У поєднанні з силою характеру та цілеспрямованістю, вони тримали її в напруженні, яке, мабуть, знищило більшість жінок». Однак у наступні десятиліття вчені були набагато більш критично оцінювали перебування Едіт Вілсон на посаді першої леді. Філліс Лі Левін дійшла висновку, що ефективність політики Вудро Вільсона мала непотрібну перешкоду його дружини, «жінки вузьких поглядів і грізної рішучості». Джудіт Вівер висловила думку, що Едіт Вілсон недооцінила свою роль у президентстві Вілсона. Хоча вона, можливо, не приймала критичних рішень, але вона вплинула як на внутрішню, так і на міжнародну політику, враховуючи свою роль захисника президента. Доктор Говард Маркел, історик медицини, заперечує твердження Едіт Вілсон щодо доброякісного «управління». Маркел висловив думку, що Едіт Вілсон «була, по суті, головою виконавчої влади країни до завершення другого терміну її чоловіка в березні 1921 року». Будучи вдовою середньої освіти для свого часу, вона все ж намагалася захистити свого чоловіка та його спадщину, якщо не президентство, навіть якщо це означало перевищення її ролі першої леді. Цей період її життя був інсценований у історичному подкасті 2021 року «Едіт!» у головній ролі Розамунд Пайк.

## Пізні роки
У 1921 році Едіт Боллінг Вілсон вийшла на пенсію з чоловіком до їхнього будинку на S Street NW у Вашингтоні, округ Колумбія. Вона доглядала за ним до його смерті через три роки. У наступні роки вона очолювала раду керуючих Жіночого національного демократичного клубу, коли клуб офіційно відкрився в 1924 році, і опублікувала її мемуари в 1939 році.
8 грудня 1941 року, через день після нападу Японії на Перл-Харбор, Франклін Д. Рузвельт звернувся до Конгресу з проханням оголосити війну, намагаючись зв'язати з оголошенням війни Вільсоном у квітні 1917 року. Едіт Боллінг Вілсон була присутня під час виступу Рузвельта до Конгресу. Через двадцять років, у 1961 пані Вілсон відвідала інавгурацію президента Джона Ф. Кеннеді.
Вільсон померла від застійної серцевої недостатності у віці 89 років 28 грудня 1961 року. Того дня вона мала бути почесною гостею на церемонії освячення мосту Вудро Вільсона через річку Потомак між Мерілендом і Вірджинією, на 105-й день народження її чоловіка. Її поховали поруч з президентом у Вашингтонському національному соборі.

## Спадщина
Едіт Боллінг Вілсон залишила свій дім у Національному фонді збереження історичних пам'яток з умовою, що він перетвориться на музей на честь її чоловіка. Будинок Вудро Вільсона був відкритий як музей у 1964 році. До Бібліотеки Конгресу, пані Вілсон пожертвував спочатку президентські документи президента Вільсона в 1939 році, а потім свою особисту бібліотеку в 1946 році.
Фонд та музей Едіт Боллінг Вілсон у Вайтвіллі, штат Вірджинія, був заснований у 2008 році. Фонд стабілізував місце народження першої леді та будинок дитинства. У травні 2013 року його було визначено Заповідником Вірджинії як історичне місце, що перебуває під загрозою зникнення. Програми та експонати фонду спрямовані на підвищення обізнаності громадськості «вшанування пані Вілсон, внесок, який вона зробила для цієї країни, інститут президентства, і за приклад, який вона подає жінкам». 
У 2015 році колишня історична будівля банку в Вайтвіллі, розташована на Мейн-стріт, була присвячена першій леді і носить її ім’я. Адаптований як готель Bolling Wilson, він обслуговує як жителів Вайтвілля, так і мандрівників.

## Зовнішні посилання
- Місце народження Едіт Боллінг Вілсон [Архівовано 24 листопада 2021 у Wayback Machine.]
- Едіт Вілсон на сайті Find a Grave (англ.)  фільмі «
- Едіт Вілсон [Архівовано 1 червня 2022 у Wayback Machine.] на C-SPAN Перші леді: вплив та імідж